# Gemasolar

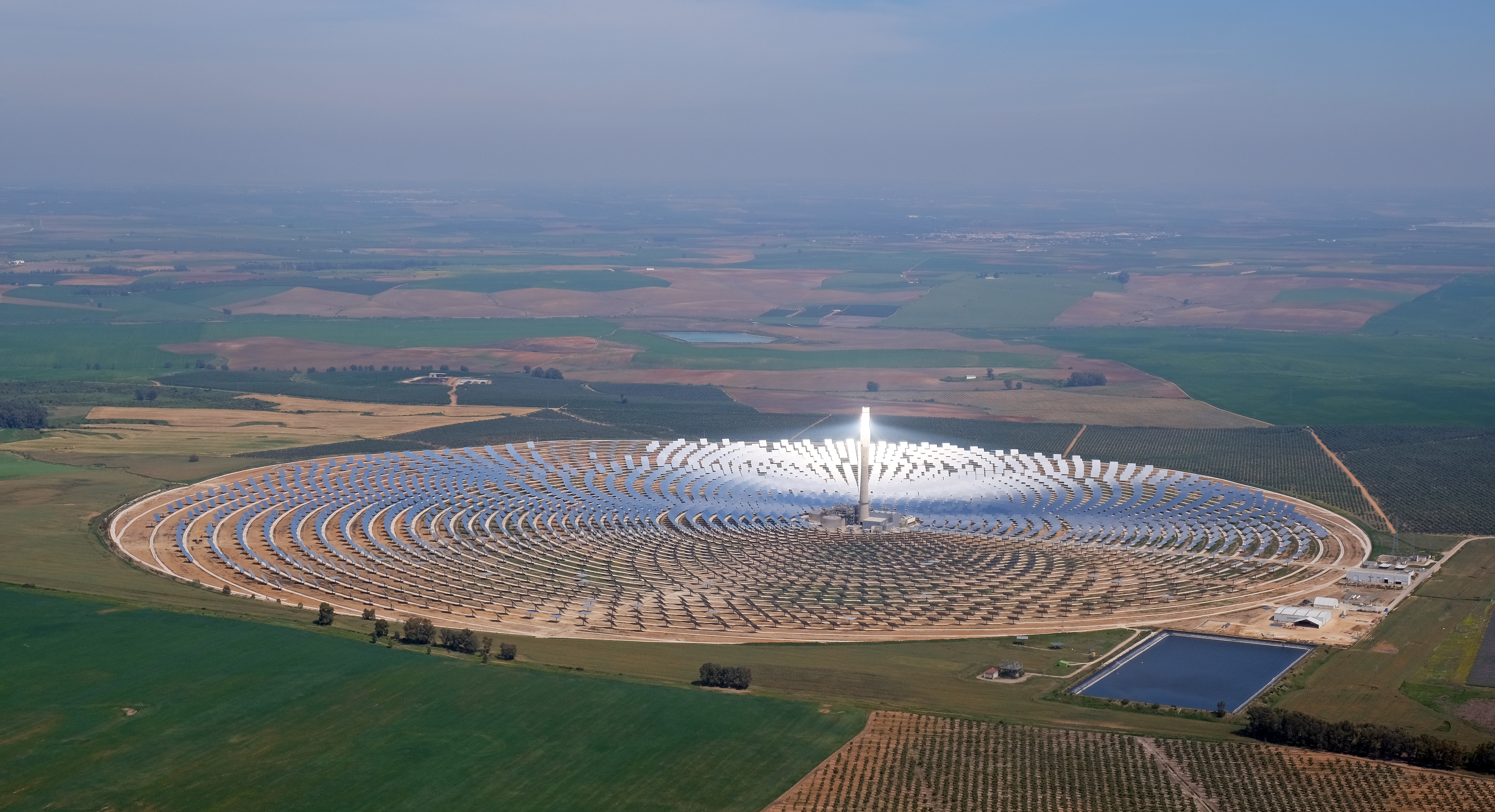
Elektrárna při provozu

Gemasolar je solární elektrárna ve španělské Andalusii, mezi městy Sevilla a Córdoba. Tato elektrárna je díky unikátní technologie schopna vyrábět elektřinu i v noci.
Samotná elektrárna byla uvedena do provozu roku 2011 na ploše o obsahu zhruba 100 hektarů. Skládá se ze 120 000 panelů, které soustřeďují odražené paprsky do jednoho ohniska- na vysokou věž umístěné ve středu kruhu. Paprsky zde předávají energii zásobníku se solí rozžhavenou na více než 500 °C. Její teplota ohřívá vodu a tím vzniklá pára pohání turbínu generátoru jako v klasické elektrárně. Energie se uchovává i v noci a za oblačných dnů.
Elektrárna může dosáhnout výkonu až 20 MW a ročně vyprodukuje 110 GWh, je tak momentálně nejvýkonnější solární elektrárnou světa. Její stavba stála 200 milionů eur. Elektřina, kterou vyrobí, pokryje spotřebu přibližně 30 000 španělských domácností a zabrání emisím 30 000 tun oxidu uhličitého.